# تعلیم پریان
تعلیم پریان (اسپانیایی: La educación de las hadas‎) یک فیلم درام به کارگردانی خوزه لوئیس کوئردا است که در سال ۲۰۰۶  منتشر شد.

## بازیگران
- ریکاردو دارین
- ایرن ژاکوب
- ببه
- ژردی بوش